# Chilijska Formuła 3
Chilijska Formuła 3 (hiszp. Fórmula 3 Chilena) – najwyższa kategoria wyścigów formuł w Chile. W latach 1972–1983 organizowana pod nazwą Formuła 4. Nigdy nie była organizowana według przepisów międzynarodowej Formuły 3.

## Historia
Pierwsze zawody Formuły 4 w Chile odbyły się w listopadzie 1969 roku, a uczestniczył w nich m.in. Eduardo Kovacs. Po tym wydarzeniu nastąpił import pojazdów wyścigowych z Argentyny, dzięki czemu w roku 1972 zainaugurowano regularną serię; pierwszym mistrzem został José Manuel Salinas. Początkowo regulamin dopuszczał używanie silników dowolnej marki o pojemności do 850 cm³ i korzystano z jednostek FIAT, NSU i Citroën. Pod koniec lat 70. w stawce pojawiły się silniki pochodzące z Renault 4. W 1979 roku w serii pojawił się koncern Chiletabacos, który promował różne marki papierosów. Od 1984 roku obowiązywały silniki Renault 1,4 litra, a seria zmieniła nazwę na Formuła 3. W sezonie 1986 oficjalnym sponsorem serii zostało Renault. Rok później śmiertelnemu wypadkowi podczas zawodów uległ Sergio Santander, co spowodowało znaczny spadek zainteresowania Formułą 3 w Chile. Od sezonu 1990 dopuszczono silnik dowolnej marki o pojemności do 1,4 litra. Wówczas to kierowcy używali jednostek Alfa Romeo, Nissan, Citroën, Mitsubishi, Volkswagen, Ford i Renault. Od 1994 roku ponownie wolno było wykorzystywać tylko silniki Renault, a organizatorem serii został SODAF. Pod koniec lat 90. ponownie wśród uczestników spadło zainteresowanie Formułą 3. W 2004 roku zastąpiono stare silniki Renault jednostkami Nissana.

## Mistrzowie
| Sezon       | Kierowca                  | Zespół                                              | Samochód                  |
| ----------- | ------------------------- | --------------------------------------------------- | ------------------------- |
| 1972        | José Manuel Salinas       |                                                     | Salinas-Fiat              |
| 1973        | Juan Carlos Silva         |                                                     |                           |
| 1974        | Juan Carlos Silva         |                                                     |                           |
| 1975        | mistrzostwa odwołano      | mistrzostwa odwołano                                | mistrzostwa odwołano      |
| 1976        | Juan Carlos Silva         |                                                     |                           |
| 1977        | Juan Carlos Silva         |                                                     |                           |
| 1978        | Juan Carlos Ridolfi       | Ridolfi Competición                                 |                           |
| 1979        | Santiago Bengolea         | Team Marlboro Chiletabacos                          | Tulia-Renault             |
| 1980        | Juan Carlos Ridolfi       | Viceroy Racing Team Chiletabacos                    | Tulia-Renault             |
| 1981        | Sergio Santander          | Viceroy Racing Team Chiletabacos                    | Tulia-Renault             |
| 1982        | Juan Carlos Ridolfi       | Viceroy Racing Team Chiletabacos                    | Tulia 19-Renault          |
| 1983        | Kurt Horta                | Viceroy Racing Team Chiletabacos                    | Tulia 20-Renault          |
| 1984        | Kurt Horta                | Viceroy Racing Team Chiletabacos                    | Tulia 21-Renault          |
| 1985        | Giuseppe Bacigalupo       | Team John Player Special Chiletabacos               | Tulia 21-Renault          |
| 1986        | Giuseppe Bacigalupo       | Team John Player Special Chiletabacos               | Tulia 21-Renault          |
| 1987        | Giuseppe Bacigalupo       | Team John Player Special Chiletabacos               | Tulia 22-Renault          |
| 1988        | Giuseppe Bacigalupo       | Team Remolques Goren Transportes Ferretti           | Crespi-Renault            |
| 1989        | Santiago Bengolea         | Team Kodak Gillette Atra Plus Goodyear              | Larroquette-Renault       |
| 1990        | Kurt Horta                | Team Remolques Goren                                | Larroquette-Renault       |
| 1991        | Giuseppe Bacigalupo       | Equipo Marlboro Shell Alfa Romeo                    | Larroquette-Alfa Romeo    |
| 1992        | Giuseppe Bacigalupo       | Equipo Marlboro Shell Alfa Romeo                    | Larroquette-Alfa Romeo    |
| 1993        | Giuseppe Bacigalupo       | Colchones Rosen                                     | Larroquette-Alfa Romeo    |
| 1994        | Ramón Ibarra              | Team Valvoline Jeans One Way Covial                 | Larroquette-Renault       |
| 1995        | Ramón Ibarra              | Team Valvoline Diario El Mercurio                   | Larroquette-Renault       |
| 1996        | Ramón Ibarra              | Team Valvoline Diario El Mercurio                   | Larroquette-Renault       |
| 1997        | Ramón Ibarra              | Team Valvoline Diario El Mercurio Epson             | Larroquette-Renault       |
| 1998        | Mauricio Perrot           | Team Castrol Transportes Perrot                     | Silva F3-Renault          |
| 1999        | Cristobal Ibarra          | Team Valvoline                                      | Larroquette-Renault       |
| 2000        | Matías Horta              | Team Lubricantes Castrol Buses JAC                  | Silva F3-Renault          |
| 2001        | Giuseppe Bacigalupo       | Team B&M Security Systems Lubricantes Castrol       | Larroquette-Renault       |
| 2002        | Giuseppe Bacigalupo       | Team B&M Security Systems Lubricantes Castrol       | Silva F3-Renault          |
| 2003        | Cristobal Puig            | Team Puig Motel Real Zirotti Rectificación          | Larroquette-Renault       |
| 2004        | Giuseppe Bacigalupo       | B&M Security Systems Castrol Bacigalupo Competición | Silva F3-Nissan           |
| 2005        | Benjamín Moreau           | Basco Racing Team Pennzoil                          | Tulia 25-Nissan           |
| 2006        | José Luis Riffo           | Kano Pro Racing Liqui Moly                          | Tulia 25-Nissan           |
| 2007        | José Luis Riffo           | Kano Pro Racing Liqui Moly                          | Tulia 25-Nissan           |
| 2008        | Juan Manuel Basco jr      | Basco Racing Team                                   | Tulia 25-Nissan           |
| 2009        | Javier Barrales           | Scuncio Pro Racing Main Maestranza                  | Tito 02-Nissan            |
| 2010        | Juan Carlos Carbonell     | Carbonell Cornejo Competición                       | Tulia 27-Nissan           |
| 2011        | Pablo Donoso              | Kem Xtreme                                          |                           |
| 2012        | José Luis Riffo           | Team Green Bull                                     | Tulia 25-Nissan           |
| 2013 – 2015 | mistrzostw nie rozgrywano | mistrzostw nie rozgrywano                           | mistrzostw nie rozgrywano |
| 2016        | Alex Renner               | T y T Competición                                   | Silva F3-Nissan           |
| 2017        | José Luis Riffo           | Team Green Bull                                     | Tito 02-Nissan            |
| 2018        | Lucas Bacigalupo          | B&M Security Systems Bacigalupo Serrano Competición | Tito 02-Nissan            |
| 2019        | Giovanni Ramírez          | Bacigalupo Serrano Competición                      | Tito 25-Nissan            |